# Capela Nosso Senhor dos Passos
A Capela Nosso Senhor dos Passos é um templo Católico localizado na cidade brasileira de Porto Alegre, parte do complexo edificado da Santa Casa de Misericórdia. É uma das mais antigas igrejas da cidade e foi incluída pela Prefeitura no Inventário dos Bens Imóveis de Valor Histórico e Cultural e de Expressiva Tradição, mas da capela iniciada em 1819 quase nada resta, tendo passado por múltiplas reformas até a década de 1960, quando o pequeno templo barroco primitivo já havia sido muito ampliado e convertido em um edifício eclético, com uma fachada predominantemente neogótica.

## História
A Santa Casa foi fundada em 1803, e tardou em edificar um templo para atendimento dos doentes internos. Em 1806 alguns devotos se reuniram para comprar uma imagem do Senhor dos Passos, encomendando-a do Rio de Janeiro, mas como ainda não havia uma capela, ela foi entronizada em um altar da Matriz sob os cuidados da Irmandade do Santíssimo Sacramento. Uma ata da Santa Casa de 24 de janeiro de 1814 informa que já havia sido constituída uma Devoção do Senhor dos Passos, subordinada à Irmandade do Santíssimo Sacramento, e acusava a necessidade de estabelecer uma capela no Hospital da Misericórdia, onde se conservasse o Santíssimo para dali ser ministrado aos enfermos, e solicitava recursos para esse estabelecimento e para o translado da imagem.
A ata seguinte, de 11 de julho de 1814, aconselha a fusão da Irmandade com a Devoção, cuja imagem a esta altura se achava na Sacristia da Matriz, declarando que ela poderia servir como padroeira do Hospital, uma vez que a dita imagem já atraía um rendimento de esmolas suficiente para a construção da Capela. O deferimento do pedido veio em 26 de julho do mesmo ano, assinado pelo governador Dom Diogo de Souza, e registrado no Livro dos Registros Ordinários da Câmara da Capital em 14 de dezembro de 1814. Em 1815 a construção recebeu a aprovação episcopal, mas não iniciou. Em 1818 o procurador-geral da Santa Casa, padre Amaro de Souza Machado, propôs que enquanto não se construísse a Capela, se preparasse uma sala como oratório, mas foi considerado melhor iniciar logo as obras. A construção iniciou enfim em 1819, durante a Provedoria do desembargador Luiz Corrêa Teixeira de Bragança, Em 1821 o edifício estava bem adiantado e já tinha condições de celebrar os ofícios. Assim, em 3 de maio uma procissão trouxe a imagem do Senhor dos Passos da Matriz. O 1º capelão, nomeado em 30 de janeiro de 1822, foi o padre Ângelo Maria Camponez.

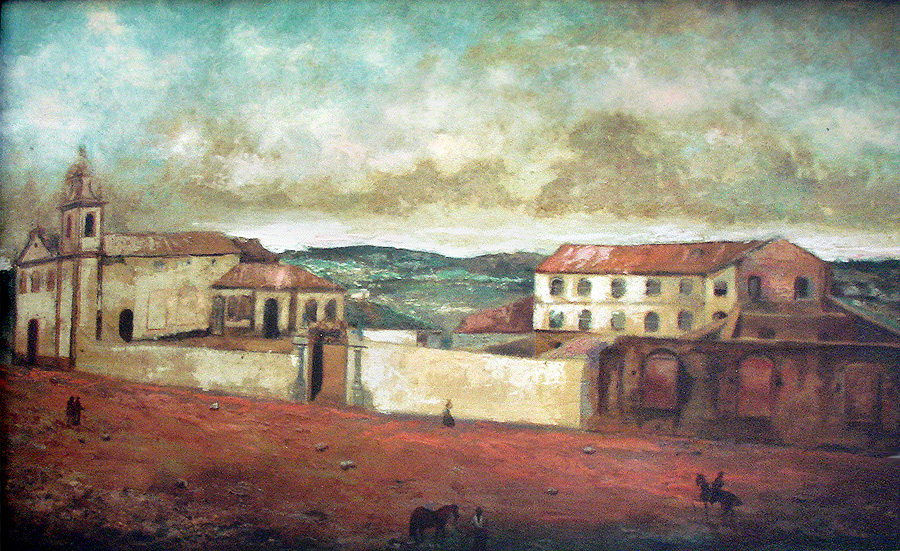
Aspecto da Santa Casa e da Capela em torno de 1830

Em 1825 a nave e o altar foram inaugurados, e a imagem do Senhor dos Passos foi entronizada solenemente. A Capela foi inaugurada oficialmente junto com a inauguração da Santa Casa, em 1º de janeiro de 1826, mas as obras ainda não estavam inteiramente concluídas. Entre 1828 e 1829 o forro passou por reparos, em 1831 foi construído o campanário, e em 1833 o prédio já estava em mau estado, precisando de reformas. Em 1835 as telhas da Capela e da Sacristia foram substituídas, e em 1839 foram compradas alfaias e outros apetrechos "para a decência do culto divino". Em 1842 a capela-mor já estava se arruinando, sendo aprovados novos reparos. No mesmo ano foi criado um altar para uma imagem de Nossa Senhora dos Aflitos, ofertada por Joaquim José Pereira, em 1850 o retábulo do altar-mor passou por reparos, em 1851 foram comprados diversos ornamentos, um lustre de cristal e quatro colunas de madeira pintadas foram instaladas em 1852. Nesta época começaram a ser debatidos planos para ampliação do edifício ou para a construção de um novo. Uma ampliação começou pouco depois, mas foi interrompida em 1855 por causa de uma epidemia de cólera.

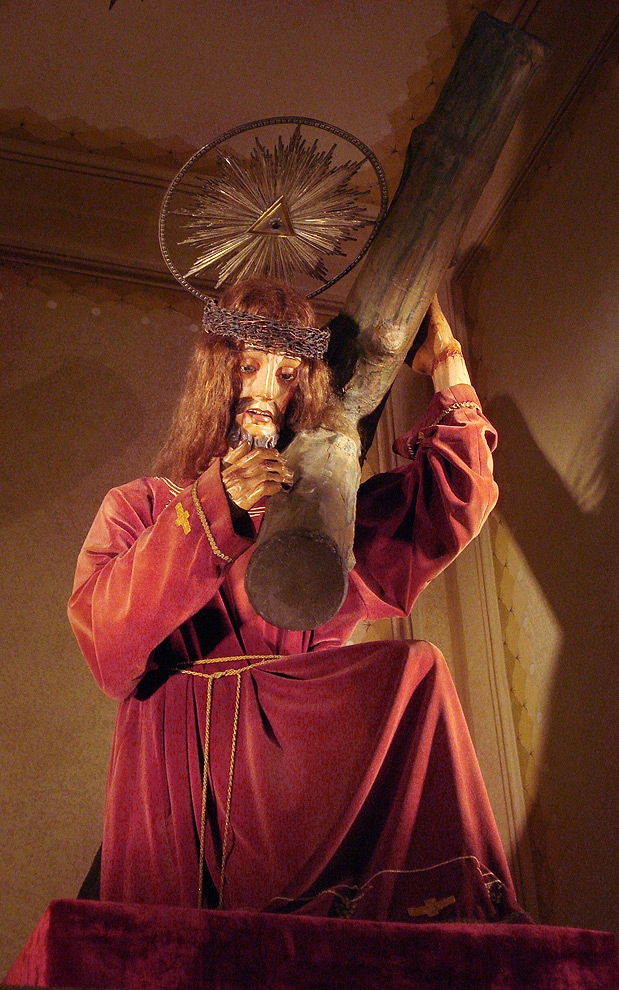
Imagem do padroeiro, o Senhor dos Passos, no altar-mor

Em 1860 a Capela já tinha um órgão e um organista, José Joaquim da Conceição, em 1861 os altares laterais foram pintados e dourados, e nos anos seguintes foi embelezada com castiçais e vasos de porcelana. Um altar-mor mais amplo foi entalhado e dourado entre 1866 e 1868 pelo mestre João do Couto e Silva. Ele elaborou também um consistório, uma balaustrada e um guarda-respeito. Em 1867 o lado direito da nave foi reformado, com acréscimo de uma escadaria, o consistório recebeu novo forro, e a torre, que ameaçava desabar, foi reformada. Nesta época recebeu novas alfaias e as imagens do Senhor Crucificado, Nossa Senhora da Soledade e Santa Maria Magdalena, compradas na Bahia por Lopo Gonçalves Bastos.
A partir de 1873, durante a Provedoria de José Antônio Coelho Júnior, a Capela passou por uma grande reforma, que incluiu a ampliação da capela-mor, substituição de portas e do altar-mor e acréscimo de mais quatro altares entalhados, assoalhamento da nave, instalação de duas tribunas, de uma pia batismal e de ladrilhos na entrada, pintura geral, proteção do coro com gradis de ferro e compra de um pequeno carrilhão de três campainhas, sendo reinaugurada em 1874 com um Te Deum em ação de graças, e missas e responsórios por todos os finados benfeitores e Irmãos da Santa Casa. No ano seguinte dois altares foram aumentados, um deles para receber uma estátua de São Vicente de Paula comprada na Bahia.

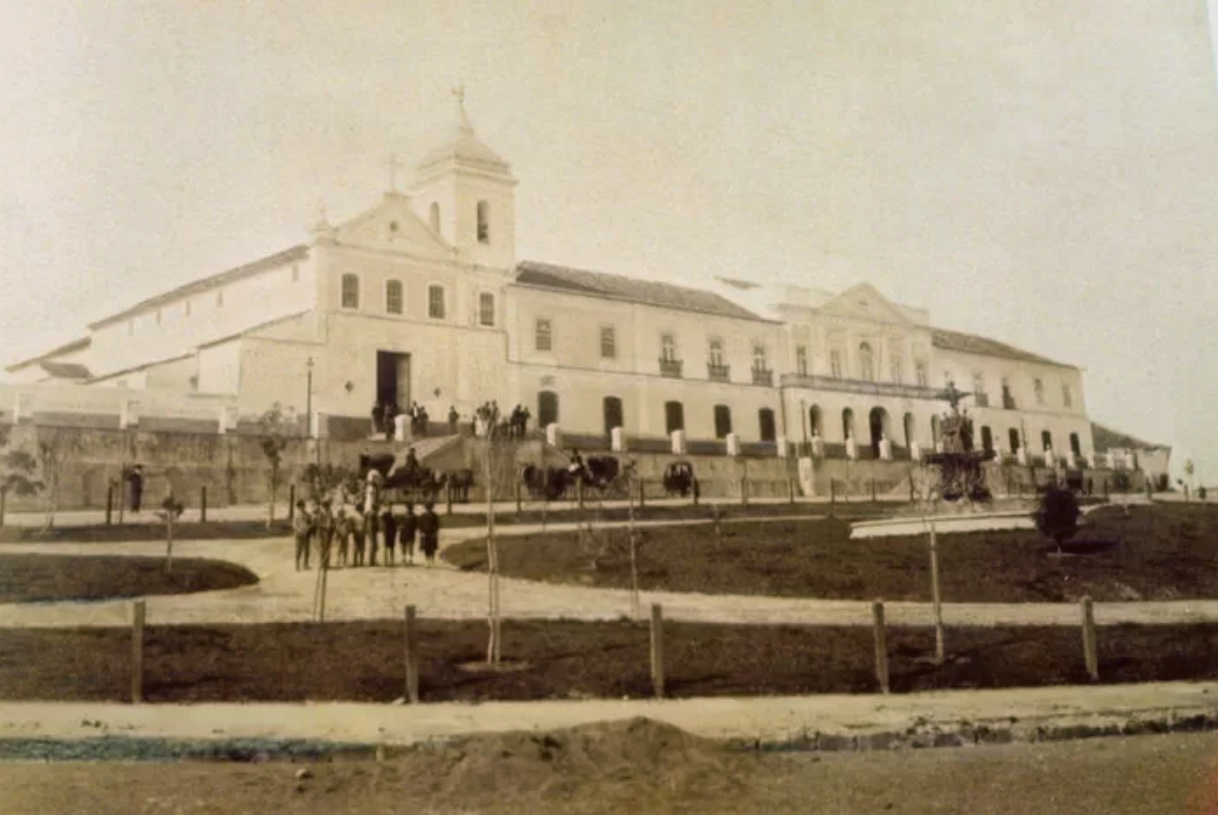
A Capela em 1888

Um outro órgão foi comprado na Europa em 1880, e no mesmo ano um raio atingiu a torre, causando consideráveis estragos. Entre 1883 e 1884 ocorreram novas obras, com consolidação dos alicerces, pintura e douramento da capela-mor e seu altar, decoração do altar de Nossa Senhora da Soledade, colocação de vitrais, pintura e dourados nas duas urnas, colocação de 18 bancos e um painel para atos religiosos, compra de novas alfaias. No fim da década de 1880 novas intervenções incluíram pintura geral, douramento de banquetas e tocheiros, encanamento de gás, mudança da iluminação, encarnação e retoque de imagens, revestimento com papel de parede nas duas sacristias, reforma de alfaias, aquisição de paramentos e atapetamento do arco do cruzeiro. As reformas continuaram na década seguinte, com instalação de um pára-raios na torre, ampliação da sacristia, encarnação e ornamentação das imagens de Nosso Senhor dos Passos e Nossa Senhora da Misericórdia e entronização de relíquias de quatro mártires. Em 1896 foi encomendada na Europa uma Via Sacra pintada, em 1897 o arco do cruzeiro foi reformado, em 1902 começou uma campanha de coleta de donativos para o erguimento da segunda torre, em 1904 o altar-mor foi restaurado e em 1907 o assoalho foi substituído.

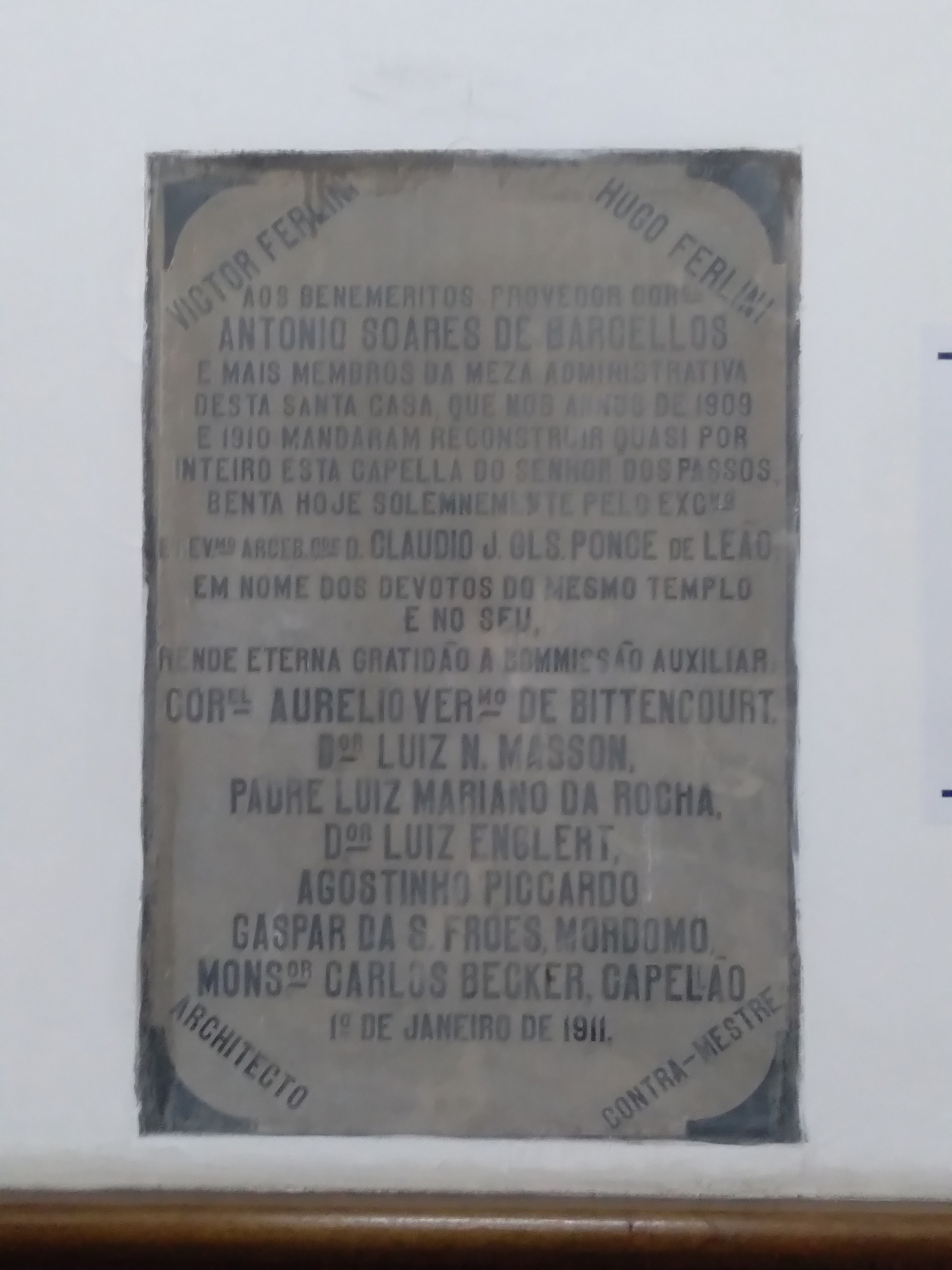
Placa comemorando a reforma de Barcelos, que mandou "reconstruir quase por completo esta Capela".

Em 29 de junho de 1909 o Jornal do Commercio anunciava "para breve uma arquitetura moderna vir entoar o cântico quase secular da salmodia do frei Joaquim do Livramento", numa referência ao fundador da Santa Casa e à transformação no estilo do prédio. Com efeito, o Provedor Antônio Soares de Barcelos entre 1909 e 1910 promoveu mais uma campanha de reforma, tendo como arquiteto Victório Ferlini, produzindo uma remodelação de grande envergadura em todo o edifício e uma importante mudança na fachada, que foi convertida para o estilo neogótico, sendo reinaugurada em 1911 com a presença do arcebispo.
Entre as décadas de 1930 e 1940 foi adicionado mobiliário e em 1936 foram instalados sinos nas torres, dedicados a Nossa Senhora da Glória e São Francisco de Assis. Na década de 1940 uma nova reforma de grande vulto removeu a escadaria de acesso em virtude do alargamento da rua em frente, sua entrada foi deslocada para a lateral do prédio, sendo então fechada a porta de entrada e substituída por um grande vitral produzido pela artista plástica Judith Fortes em parceria com a Casa Genta. Em 1954 foram construídos dois altares, e no ano seguinte o teto foi reformado e foi instalada uma balaustrada diante do altar-mor. Em 1961 passou por mais uma reforma, que incluiu uma decoração em pintura no interior por Emilio Sessa.
Em 1977 a Capela foi incluída pela Prefeitura no Inventário dos Bens Imóveis de Valor Histórico e Cultural e de Expressiva Tradição. Em 1999-2003 e em 2018-2021 a Capela passou por obras de restauro. Em 2019 comemorou-se seus 200 anos de fundação com missa em latim, um recital de música sacra e uma visita guiada.

## Características

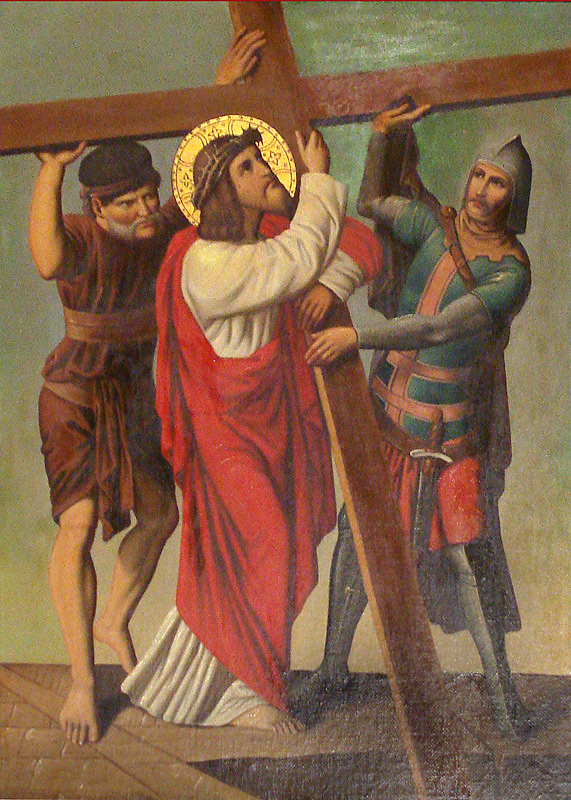
Um dos painéis da Via Sacra

A fachada tem um estilo neogótico, com um corpo central e duas torres sineiras laterais com pilastras em destaque nas quinas, se desenvolve em quatro níveis: o primeiro é um embasamento elevado, sem aberturas. O segundo nível mostra uma grande janela ogival ao centro, fechada por um vitral e emoldurada por uma balaustrada abaixo e um frontão acima, e nas torres há pequenas aberturas de contorno semelhante, mas cegas. Segue um friso saliente decorado com motivo floral, e logo acima três janelas, também de ogiva e com vitrais, ladeadas, já no corpo das torres, por aberturas similares mas com mainel e óculo. Imediatamente aparece uma cornija decorada com arcos ogivais pequenos, servindo como base para o frontão principal, um triângulo rebaixado de empenas retas, óculo redondo e uma cruz metálica no vértice superior. Dos lados as torres abrem grandes vãos ogivais, com pináculos nos cantos e coruchéus em cúpula de quatro águas e lanterna de arremate.
A entrada se dá por dentro do edifício da Santa Casa. O interior da Capela tem planta em L, com uma nave única com coro, janelas só à esquerda, e um espaço anexo, com bancadas, à esquerda da capela-mor, que fica ao fundo da nave, sendo delimitada por um grande arco redondo e um gradil. O teto é plano, encurvado junto às paredes, sendo dividido em áreas quadradas com medalhões ao centro, de onde pendem lustres contemporâneos. Motivos geométricos e outros medalhões com imagens diversas completam a decoração do teto. 

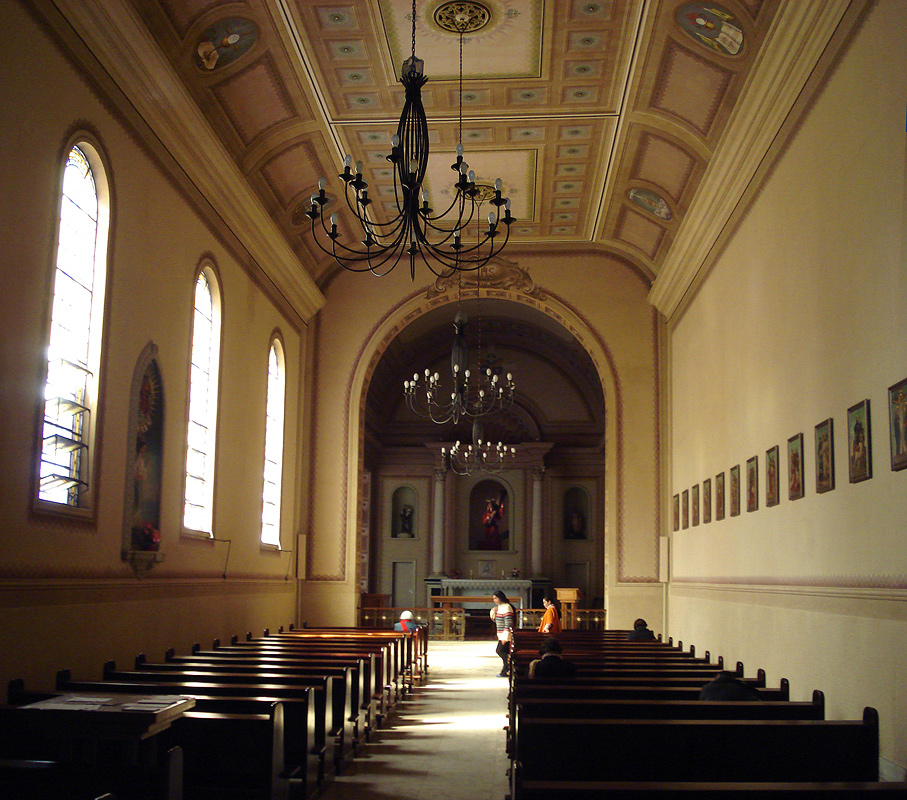
Nave e capela-mor

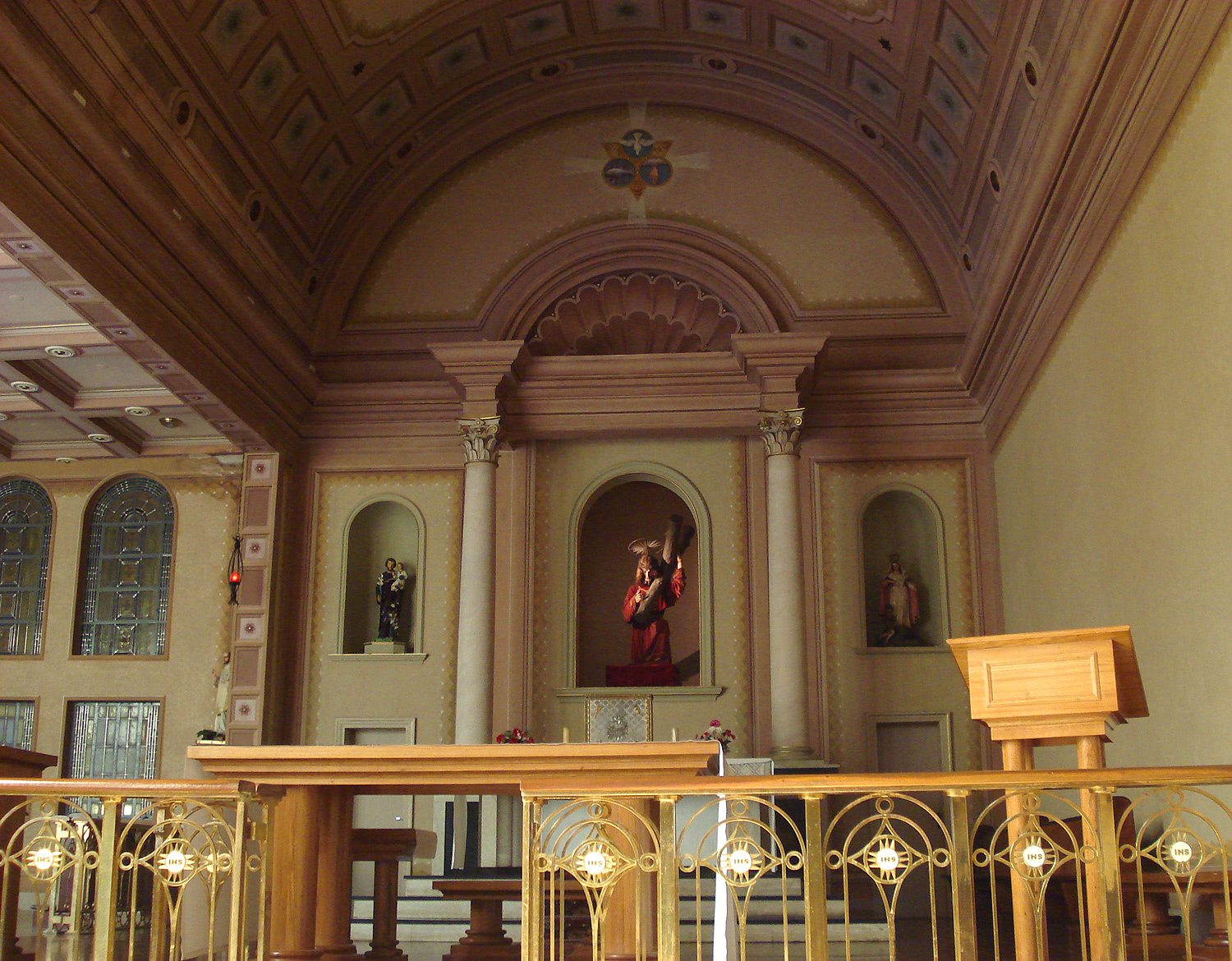
Altar-mor

As paredes são quase nuas, salvo por uma imagem em relevo da Virgem da Misericórdia à esquerda, e uma Via Sacra ao longo da parede direita, em telas pequenas mas de concepção refinada. As duas portas de entrada e a que leva à sacristia são revestidas de almofadões com rica talha de um barroco tardio. 
Ao todo sete aberturas são decoradas com vitrais, produzidos pela Casa Genta de Porto Alegre, com desenhos de Maximilian Dobmeier e Judith Fortes. Cinco deles são figurativos, com cenas de Nosso Senhor dos Passos, Crucificação, Deposição da cruz, as Três Mulheres junto ao túmulo e a Ascensão de Cristo.
A capela-mor tem um altar-mor neoclássico, singelo na decoração, com três nichos para estatuária. O nicho central, bastante profundo, ladeado por duas colunas coríntias, abriga uma grande imagem do Senhor dos Passos, um exemplar significativo das tradicionais estátuas de roca da devoção colonial de herança barroca, cujo impacto dramático é aumentado por jogo de iluminação. 
Os nichos laterais abrigam outras imagens, sendo que o da direita mostra uma Nossa Senhora da Misericórdia, também de talhe barroco, e o da direita, um São José com o Menino nos braços. Sobre o altar, um florão em motivo de concha inserido em um arco redondo, e como arremate, acima do conjunto, uma pintura mural representando o Divino Espírito Santo. O teto é uma abóbada de berço com decoração semelhante à da nave.
O espaço à esquerda da capela-mor possui igualmente significativa estatuária, incluindo uma Imaculada Conceição neogótica, um Sagrado Coração de Jesus, ambos do início do século XX, e sobretudo uma majestosa Nossa Senhora do Rosário, realizada no século XIX, com o Menino Jesus nos braços e um grupo de anjos a seus pés.